# Qoppa
La lettera qoppa, in italiano anche coppa (pronuncia /ˈkɔppa/), maiuscolo Ϟ, minuscolo ϟ — le cui versioni arcaiche sono rispettivamente Ϙ e ϙ — è una lettera arcaica dell'alfabeto greco, in cui concorreva con kappa nella trascrizione del fonema /k/ davanti alle vocali posteriori, uso che fu imitato dal latino arcaico. In seguito la kappa si generalizzò e il segno della qoppa rimase in uso solo per indicare graficamente il numero 90. La sua origine si fa risalire alla lettera fenicia qof, un'occlusiva uvulare sorda /q/. Presente nell'alfabeto greco arcaico di Thera, nell'alfabeto orientale di Corinto e nell'alfabeto occidentale della Beozia, il qoppa scompare nell'alfabeto ionico se non come segno numerico. Da una evoluzione del qoppa degli alfabeti greci occidentali della Magna Grecia, tramite l'etrusco, deriva la Q latina.

## Varianti della qoppa